# 所さんの学校では教えてくれないそこんトコロ!
『所さんの学校では教えてくれないそこんトコロ!』（ところさんのがっこうではおしえてくれないそこんトコロ!）は、テレビ東京系列で2005年10月21日から毎週金曜日（JST）に放送されている雑学を紹介する教養・バラエティ番組。所ジョージ司会の冠番組。略称は「そこんトコロ!」「所さんのそこんトコロ!」。ステレオ放送、文字多重放送が実施されている。

## 概要
視聴者から寄せられた素朴な疑問をはじめとして、「学校では教えてくれないような知識や教養」を司会の所ジョージを始めとする、パネラー（清水ミチコ・東貴博（Take2）・児嶋一哉（アンジャッシュ）・高木雄也（Hey! Say! JUMP））たちと週替りゲストで楽しく学んでいく教養バラエティ番組。
これまでの最高視聴率は2010年3月5日放送の13.4%で、この回はテレビ東京の番組としては異例の時間帯1位を記録した（ビデオリサーチ調べ、関東地区・世帯・リアルタイム）。
2012年10月12日、スタジオを一新したり一部出演者・スタッフを変更するなどのリニューアルを行った。
2015年11月27日放送分は、司会の所ジョージとパネラーの清水ミチコも含めたレギュラー陣全員がロケVTRを収録してきた10周年記念の2時間スペシャルを放送した。
2021年1月1日放送分は、17:55 - 23:00に新春特番として「初物づくしであけまくりましておめでとう5時間SP」を放送。
2024年10月改編では『ドラマ8（タイトルがドラマ9に改題）』が当番組の放送枠である金曜21時枠へ移動するため、当番組は『ドラマ8』を放送していた金曜20時枠に移動する（事実上の枠交換）。

## 出演者

### 現在

#### 司会
- 所ジョージ

#### 進行
- 冨田有紀（テレビ東京アナウンサー）（2024年10月11日 - ）

#### パネラー
注釈：
レギュラー
- 清水ミチコ
- 東貴博（Take2）、 児嶋一哉（アンジャッシュ）※隔週交代での出演だが、2022年以降揃って出演する回がほとんどとなっている。
- 髙木雄也（Hey! Say! JUMP） - 2018年7月20日放送分から出演。

ほかゲスト1・2組（女性の場合が多い）。また拡大スペシャルの時はさらに増える場合もある。

#### リポーター
いずれも不定期出演。2022年12月現在出演回数が多い者のみ
- ワタリ119
- 別府ともひこ（エイトブリッジ）
- 西村瑞樹（バイきんぐ）
- 村上健志（フルーツポンチ）
- とにかく明るい安村
- 川島ofレジェンド（はんにゃ）
- ハマカーン（浜谷健司・神田伸一郎）
- 団長安田（安田大サーカス） - 秘境駅担当
- 岡野陽一
- チャンカワイ（Wエンジン）
- しずちゃん（南海キャンディーズ）
- やす子
- バッドナイス常田 ほか

- 番組進行の竹﨑や番組ディレクターがリポーターして出演することもある。
- 女性リポーターはブレザーの女子高生の制服に似たユニフォームか、番組特製のツナギで登場することが多い。男性リポーターもそれに準じることがある。

#### ナレーター
- 槇大輔

### 過去

#### 進行
いずれも出演時点で、テレビ東京アナウンサー。
- 大橋未歩（2005年10月 - 2013年1月[6][注 3]・2013年10月[7] - 2015年3月）
- 秋元玲奈（大橋のピンチヒッターとして2013年2月から9月まで）
- 繁田美貴（2015年4月 - 2019年10月。産休に伴い降板）
- 竹﨑由佳（2019年11月 - 2024年9月27日。繁田の後任として）
- 中原みなみ（2024年3月15日。竹﨑不在時の代理）

#### パネラー
- 湯浅卓（国際弁護士、放送開始から2012年9月まで）
- 渡部建（アンジャッシュ、放送開始から2020年6月まで)

#### アシスタント
- 林由香（放送開始 - 2008年3月）
- 七谷明日香（2008年4月 - 2012年9月）

#### リポーター
- 金剛地武志（2009年頃までは準レギュラー。主に疑問Gメン担当）
- 松嶋初音※（2009年から準レギュラー）
- 松井絵里奈※（2010年から準レギュラー）
- おさる（島ダスを担当することが多かったかつての準レギュラー）
- 浜口順子
- 岡田圭右（ますだおかだ）
- 杉浦太陽
- ノッチ（デンジャラス）
- ヨネスケ（食べ物関連のレポートを担当する場合が多い）
- TKO
- 須藤元気
- 斉藤祥太
- ジェシカ（日本全国漁港巡り極上の漁師メシを喰らえ!担当）
- 池田夏希
- ローラ・チャン※
- ダンディ坂野
- 田代さやか（2010年4月23日）
- トリンドル玲奈（2010年5月14日）※
- 狩野恵里
- 脇知弘
- 山本高広
- インパルス（2010年8月27日）
- いけだてつや（2010年8月27日）
- 虎南有香（2011年1月21日）※
- どきどきキャンプ
- パンクブーブー（2011年3月18日）
- 東朋宏（2011年7月15日）
- 花秋奈津（2011年7月15日）
- 七谷明日香（リポーターとしては2011年7月29日）
- X-GUN（2011年10月14日）
- 古坂大魔王（2011年10月21日）
- ムーディ勝山（2011年10月28日）
- 笑い飯（2011年11月25日）
- 菊地亜美（アイドリング!!!）（2011年12月16日）※
- 及川光博
- ホリ
- にしおかすみこ
- ザブングル
- 矢部太郎
- 柴田英嗣（アンタッチャブル）
- ゴルゴ松本（TIM）（準レギュラー。出演初期は巨大ハンターの担当が多かった）
- ハイキングウォーキング
- 我が家※杉山裕之がピンで出演するケースが多い。
- 春香クリスティーン
- U字工事
- 小島よしお
- ユージ
- みっちー
- 石井康太（やるせなす）
- 飯尾和樹（ずん）
- わちみなみ

※印はゲストパネラーとしての出演もあり。

#### 疑問VTR出演
- 椿鮒子
- てるやひろし
- 真白由春
- 槇岡瞭介
- 来代ひより
- 伊吹吾郎
- 岡本信人
- 鈴木正幸
- 北村総一朗

#### ナレーター
- 福絵美子（旧・福笑子）

## 主なコーナー
2025年5月現在放送されている主な企画
驚きの遠距離通勤・通学、なぜそんなに遠くから通ってるんですか
片道2時間以上かけて遠距離通勤・通学する人の帰宅時に住んでいる家まで同行する。翌朝に家を出るときに通勤・通学者を見送る。
開かずの金庫を開けろ!
視聴者や公共団体などから依頼を受け、古くて開けることが難しい金庫等に鍵職人（玉置恭一）が開錠させることに挑む姿に密着する。
街道一のお宝を探せ!
五街道の街道沿いの大地主や旧家等を訪問し、歴史的価値のあるお宝を探す。レポーターはハマカーン。
気になるアノ店、何の店？
店舗の外観だけでは何を販売しているのか分かりづらい店舗を紹介する。基本的にはスタッフが取材するが、アシスタントの竹崎やレギュラーの髙木がレポーターとして参加することもある。
島ダス
日本全国の「島」を訪ねる。レポーターはおさるや矢部太郎が多い。杉浦太陽も担当したことがある。
令和版「復活!日本の島々を探検・島ダス」では、バッツネがレポーターをつとめた。
直せない物は無い！秘境スゴ技家電修理人
3万点以上の家電を直し、メーカーに修理を断られたものも蘇らせて家電修理の神様と呼ばれる今井和美さん（三重県・今井電子サービス）の仕事に密着する。

## 以前に放送されていた主なコーナー
あなたはナゼ秘境駅へ来たんですか?
2014年4月4日 -
日本各地の秘境駅に出向き、数少ない利用者に密着取材を敢行する。レポーターは団長安田。
プロが自慢したい業界うんちく!なぜこうなった?
各業界の専門家が、その業界に関するうんちく問題をスタジオ出演者1名に出題（例：将棋はなぜ「王将」と「玉将」の2つの駒がある?）。指名された出演者が口頭で解答した後、正解VTRが流れる。基本的にはスタッフが取材するが、アシスタントの竹﨑がレポーターとして参加することもある。
駅の名は…
首都圏近郊にある駅の駅名の由来や歴史などを調査する。レポーターはパックン
街の不思議は生き字引に聞け!
全国の街の言われて見れば確かに気になる不思議な事柄（例：渋谷円山町にかなり段差の低い階段があるワケは?）について、その街の生き字引と呼ばれる人物に解説してもらう。
日本全国珍自販機
全国各地に設置されている変わった商品を取り扱う自動販売機を紹介する。基本的にはスタッフが取材をするが、アシスタントの竹崎がレポーターとして参加することもある。
おたくの秘蔵映像見せてください
全国の企業や団体、博物館等が保有している懐かしい記録映像（昭和初～中期に撮影された映像が比較的多い）を見せてもらう。
トコロ式!生活の知恵 発見動画ショー!
Youtube等の動画投稿サイトや番組HPで視聴者から募った投稿動画の中から、生活に役立つ知恵を紹介した動画（例：歯磨きペーストで靴の汚れが落ちやすくなる等）を紹介する。番組HPから募った動画が採用されると番組から3万円が進呈される。
Hey! Say! JUMP髙木のザ・訓練マン
レギュラーの髙木が、様々な職業の訓練場所に出向き1日訓練を体験させてもらう。
そこんトコロ抜き打ちテスト
視聴者から番組ホームページに送られてきた素朴な疑問に、番組が調査し、解決する。質問が提示されて、スタジオの出演者の中で指名された人が自分の答えを口頭で言った後（全員で筆答する場合もあり）、回答の調査VTRが流れる仕組み。
発見!こだわり先生
世間から注目を浴びなくても、自分の信じたわが道を突き進む「こだわりの第一人者」の取材に行く。
なぞなぞファクトリー
工場での製造している過程を途中まで見て、そこで何を作っているのかを当てる。材質を紹介する際は「白い粉」「謎の液体」のように物質名を伏せる。
ニッポンNo.1大作戦
デンジャーハンター
ダム、橋梁、大仏、ロープウェイなどの点検や清掃業務に同行し、危険さをレポートする。担当は当初はアンジャッシュであったが、2009年途中よりザブングルを中心に松嶋初音やいけだてつやが担当していた。
巨大ハンター
日本全国の巨大なものをレポートする。主にゴルゴ松本が担当。
秘湯ハンター
山の中や離島など、人に知られていない温泉を紹介する。
そこんトコロモーターショー
珍しい改装や改造を施された車の品評会。回を追うごとに、希少なレストア車（2012年3月23日放映の「ケッテンクラート」など）や、パフォーマンスなども加えられている。3時間以上のスペシャル版に組み込まれることがほとんどである。
海中王者ウミキング
ムシキングのごとく、海の生物でどれが強いかを対決させる。捕食や縄張り争いなど自然界での争いを再現、同じ海域に棲む生物同士を対戦させることになっている。攻撃された相手が戦意喪失したと見た時点で勝敗を決定する。また、泳ぐ二枚貝や毒を出す魚など身を守る技が変わっている（つまり自分から戦わない）生き物もエキシビションにて登場することがある。タコ類はカニやエビなどの甲殻類が大好物であるが、ヤマトカラッパには歯が立たなかった。また、ミズダコはタカアシガニに足を食われかけるなど、自然界の常識とは逆の結果が出ることがよくある。一度モンハナシャコが水槽が打ち割ってしまい、試合が中止になった事がある。
深海魚ハンター
駿河湾の深海魚専門漁師である長谷川久志の漁に同行することから始まったコーナーだが、回を追うごとに研究者が同行したり、学術調査と合同になったり、沖縄トラフに出張するなど企画が大きくなっている。主におさるかゴルゴ松本が担当。
日本全国漁港巡り極上の漁師メシを喰らえ!
2009年6月26日 - 2010年12月
日本全国2917の漁港を訪ね、そこの旬の味を使った漁師飯を紹介する。レポーターはジェシカ。

## エンディングコーナー
所と太田ダメ吉がその日の放送を振り返り、トークを繰り広げる。（終了）
所さんの特別授業
所ジョージが講師となり、東・アンジャッシュ・林由香を生徒役に持論を繰り広げる。(終了)
大橋アナのプチ疑問（不定期）→  ミホの甘〜い疑問
視聴者から投稿された疑問に大橋アナが答える。
そこんトコロ宿直室
2012年10月から。所が学校用務員に扮し、東もしくは児嶋を相手に、視聴者の悩み相談に対して所流の解決法を伝授する。また、そこんトコロ図鑑と称し、所が直筆の絵を披露する。

## スタッフ

### 現在のスタッフ（2025年4月11日以降）
- ナレーター - 槇大輔
- 構成 - 川原慶太郎、石塚祐介、大谷裕一、久住祐摩、飯塚大悟、池田一之、山名宏和、河合秀仁、加藤ゆうた、堀直生、小林徹朗(郎)（小林→一時離脱→復帰）、澤井直人、上野優人【週替り】、クリタヤスシ【毎週】
- 技術 - 木塚裕紀・近藤剛史（テレビ東京、木塚→以前はカメラ）、末永尚亨（末永→以前はカメラ→一時離脱）【週替り】
- 技術/カメラ - 髙橋瑠平・片柳悠（テレビ東京）、大八木滋（テクノマックス）【週替り】
- 技術/映像 - 三浦宏一（テレビ東京、以前はカメラ）【週替り】
- カメラ - 井原梓（テレビ東京）、古田俊【週替り】
- 映像 - 長沼伸明・田尾温子（テレビ東京）、宮澤真子、畑中陶太、杉山博紀、佐原和彦、森隆太、相澤瑞希、持塚浩司（田尾・畑中→一時離脱→復帰）【週替り】
- 音声 - 五十嵐公彦（テレビ東京）、星川真視、百崎拓哉（星川→一時離脱→復帰）【週替り】
- 照明 - 三浦弘、翁美希子、栗林智之【週替り】
- 美術進行 - 政所美咲
- デザイン - 小野清菜
- 大道具 - 遠藤直貴
- 小道具 - 舘直樹
- 電飾 - 川渕愛加
- メイク - 山田かつら
- 音響効果 - 篠原光・藤原大介・東由美・明田悠依（佳夢音）
- FD（フロアーディレクター） - 松丸暖（テレビ東京）、加納武司、畦元海帆（共に以前は演出補）、皆呂充俊（以前は演出補→ディレクター）【週替り】
- 番宣 - 森田冴津季（テレビ東京）
- EED - 李公煕・澤泉眞・萩原隆司・小針正史（メディア・リース）【週替り】
- MA（マルチオーディオ） - 坪井翔太（JFK）
- リサーチ - 池谷諒、田中郁子、Vispo、ソラハナ、スコープ、ワンバイワンプラス、ショウタイム【週替り】
- ロケ技術 - ライズカンパニー、ポジティブワン、クロステレビビジョン、メタシックス、熊屋、VIEW、道洋行、ZEBRACREATIVE、ジェイ・クルー、港家、エスパシオ、アクシス、ニューテレス、プレゼンス・クルー、ファーストハンド、久村誠次、デイブック、MANIAC SHOOTING JAPAN、香川ドローンワークス、メディア・テック、ユニカム、ティ・ピー・ブレーン、ジェイ・ビジョン、MABU、共同テレビジョン、MTS&プランニング、ゼブラクリエイティブ、犬飼電工、HBCフレックス、金沢映像センター、ビー・プランニング、ゼブラクリエイティブ、ソラテック、東海テック、小瀧裕之、ジェー・ピーエヌ、SOLA、エスパシオ、ヴィユー、金子久雄（共同テレ→一時離脱→復帰）【週替り】
- ロケ美術 - テレビ東京アート
- 技術協力 - メディア・リース
- 協力 - 東京オフラインセンター
- 企画協力 - TV CLUB
- 制作協力 - キャップストーン、トウキョウフラッガー（旧フラッガーテン）、BBC（BIG BEAR COMPANY）、ぷろぺら、ZION、PROTX、SMITE PICTURES、ロジックエンターテインメント、エレファント社【週替り】
- 演出補 - 佐藤祐貴、松田樹莉奈、蔵内玲花、石井みのり、早坂幸奈、嶋田果南、田野雅治、金子涼雅、平井海翔、小林夏樹、赤岩紗貴子、鈴木真秀、母袋園子、小山柊平、呉尉慈、赤木智彦、鎌田隼人、松田優希、阿部寛之、田島ゆき奈、武田みどり、岩田直樹、渡邊緩也、柚木武尊、奥田雅侑、谷翔太、松永彩花、加藤優明、原眞美、廣瀬大智、村上良輔、渡邊桃華、宮田一央、石井雄介、富川真鈴、佐次川由菜、濱海人、樽見洋平、栗原孝、長谷彩七、小柿将喜、古橋慧士、柏野陸【週替り】
- 演出補・ディレクター - 大塚優、山際斗丸【週替り】
- ディレクター - 新田祐士、櫻田直輝、新井友和、流石英昭、猪狩信人（トウキョウフラッガー）、財田正剛（以前は演出、一時離脱→復帰）、井上康紀、藤巻圭吾、三根榮太郎（ぷろぺら）、前田さつき（以前は演出補）、奥川祐輝・中野誠（ZION）、大村嘉範（ラッキースマイル）、根本教彦、青柳剛・松尾卓磨・横内萌実（ロジックエンターテインメント、松尾・横内→以前は演出補）、片岡智里、鈴木あゆみ、生原敬太・岩崎怜央・齋藤恵介・城谷美里・長瀬雅和・牧佑馬（テレビ東京、岩崎・城谷→以前は演出補、長瀬→一時離脱→復帰）、野口雅樹、白川誠、田中宏明、坂本圭亮、藤野智光、高橋健二、水野将仁、泉俊輔、中島諒二、山内淑仁、永井裕史、川村元昭、渡邉祐太、内田侑希、渋谷健人（藤野→一時離脱→復帰、山内・内田・渋谷→以前は演出補）【週替り】
- AP・ディレクター：松山祐生【週替り】
- AP（アシスタントプロデューサー） - 小島千明（テレビ東京）【毎週】、田中萌々絵・児玉章（ZION、児玉→以前はディレクター）、衛藤彩奈、神崎奈央子（以前はプロデューサー）、奈須亮三（テレビ東京、以前はディレクター）【週替り】
- 演出・ディレクター - 安川克浩（キャップストーン）、石崎伸一、海徳俊治、米澤照明、北嶋浩久（ロジックエンターテインメント）、渡邊(辺)陸（テレビ東京）【週替り】
- 演出 - 伊藤嘉彦（ONETEN、以前はディレクター）、内田浩（ZION）、藤代賢二（SMITE PICTURES）、安田太地（テレビ東京、以前はディレクター）、秋葉祐太朗（テレビ東京、以前はFD→ディレクター→一時離脱）【週替り】
- プロデューサー - 田中晋也（テレビ東京、2023年5月頃 -、以前はディレクター）【毎週】、湯澤孝弘（キャップストーン）、鈴木康正（トウキョウフラッガー）、大熊一郎（オフィス・トゥー・ワン→BIG BEAR COMPANY、以前はディレクター）、高橋洋子（クラフト）、藤井則子・森川高行（ZION）、辻村たろう（PROTX）、早坂香里、長谷川麗、桜田江利子、石井辰之介（エレファント社、以前はディレクター→演出→プロデューサー→再び演出）、田中清孝（長谷川・桜田→以前は週替りAP）【週替り】
- チーフプロデューサー - 木村健作（テレビ東京、2025年4月11日 -、以前は総合演出→一時離脱）
- 製作著作 - テレビ東京

### 過去のスタッフ
- ナレーター - 福絵美子（旧・福笑子）
- 構成 - 太田光洋、西村隆志、つじまこと、中川ゆーすけ、加藤正人、大井洋一、今田佑、安田聡太、なかじまはじめ、大西右人、原野吉弘、板垣悟司、三木敦、中本麻理、利光宏治、羽柴拓、大船トモミツ、堀江B面、鈴木悟史、カツオ、桝本壮志、梶本長之
- リサーチ - PAライターズ
- 技術 - 三原正弘、前進（テレビ東京）、藤村太史、西村光平
- 技術・カメラ - 吉田和雄
- カメラ - 谷口誠、伊井隼人、南平知絵、黒木秀一朗、田中圭介（以前は技術・映像）
- 映像 - 伊藤和孝（テレビ東京）、水野暁夫（テレビ東京）、大崎雅典
- 音声 - 坂本由貴見、西山恵美子（テレビ東京）、門脇茂誠
- 照明 - 長治憲明、大郷智広、宮尾淳一、加藤昭比古
- 美術 - 三浦良文
- 美術進行 - 高橋昭三、齋藤宗志、野本和広
- デザイン - 小堺健司、三重野基
- 大道具 - 徳永隆、岡澤晋
- 小道具 - 樋口光四郎、渡辺貴俊
- 電飾 - 高橋修
- EED - 朝日豊・秋田正樹・橋本竜也（麻布プラザ）・沖野浩平・平井剛（ヌーベルアージュ）、岩谷洋平・久保田和樹・五郎丸亮・本間隆造（メディアリース）
- MA - 伊藤敬一（麻布プラザ）、渕野あゆみ（ヌーベルアージュ）
- リサーチ - おぉば、ワイズプロジェクト、野原晴美、ジーワン、プロシード、坪田あすか、鹿山智美、Bリサーチ、ライダース・オフィス、リベラス、大鹿吉明、ニューズクリエイト 、岩間丈倫、フォーミュレーション、フルタイム
- ロケ技術 - プレゼンスクルー、ディープ、TPブレーン、ラックプロ、ベイシス、エンドレス、HBCメディアクリエート、テクノマックス、SDTエンタープライズ、岩手スカイイメージング、オフィスゾラ、企作工舎、ベンチ仙台、サンビデオ・プロ、映像ポラリス、オイコス釧路、トラッド、キュー、アイベックス、BULLBULL、札幌映像プロダクション、エンターエポック、HBCフレックス、Zeta、MITZ、アイ・ティー・ピー、テレプロ、アビス、WishPro、キャミックス、パッションプロモーション、コシマプロダクション、バーツプロダクション、GPA福岡、GPA、クリア、ライトスタジオ、テレビせとうちクリエイト、turnup、イメージランド、サニーサイドおおさか、湯本将司、池田屋、国際ドローン協会、グルーヴィー、F'sGAME
- TK（タイムキーパー） - 池元ひろみ、佐奈恵
- 企画 - 斎藤勇（テレビ東京、以前はチーフプロデューサー→一時離脱）
- 番宣 - 岡仁・前田有花・筒井理恵・渋谷牧代・河村彩子・下舞由理香（テレビ東京）
- FD（フロアーディレクター） - 森内智寛・村田充範・高野秀彦（テレビ東京、高野→以前は演出補）
- FD（フロアーディレクター）・ディレクター - 植田郁子・丸上瞬・林毅（テレビ東京）
- 演出補：咸在垣、佐藤峻（ディレクターの回あり）、千田洸陽、野々村翼、田名部響、原眞美、濱名祐太、井上貴博（ディレクターの回あり）、樋口大輔、清原在垣、井谷諒太、河野瑞季
- AP（アシスタントプロデューサー） - 鈴木輝美、田端李紗、村崎冬樹(季)、大木紀子、西堀梓、坪井理沙、髙川浩子、長正路美香、池田翼、中田菜月、山岡恭典（ZION）
- ディレクター - 水野亮太・森本泰介・高橋弘樹・鈴木拓也・加藤正悟（テレビ東京）、石井賢次、富田英男、吉住理、小野哲司、新井三郎、斉藤裕二、加藤敦士、坂本透、花房タロウ、根岸耕平、田村徳隆、堅田晋輔、武井康一郎、笹野博暉、膳亀由香、綿部裕基、奥田隆英、藤林卓郎、福島幸生、原愼吾、中林さとみ、藤本創、小野寺弘成、斉藤裕二、堀江直人、山井貴超、浦川智之、岩波純、広瀬陽一、尾崎啓一郎、阿部裕太、中野聡、羽田野晃男、増田貴也、良鉄矢、伊藤高史、山本真之介、橋詰圭太、武田聡志、松野勇二、秋山秀人、橋本崇、山形和也、野中哲也、井本武雄、金島豊、前田夢有、白形隆幸、宮原健、高橋康弘、犬飼義啓、中島太一、奥野友美、本間和美、藤田豊平、田岡伸介、加藤大樹、山口貴由、糸柳亮、木下太輔、塩山晶子、堀川勝、二宮啓、柴田大輔、浦山勉、川崎貴博、志村翔平、山口大輔、富田英男、村井伸一、伊藤強、南家幸太、江藤祐太、中込洋輔・小林健太（PROTX）、西尾智仁、川村大介、佐々木梢・前田夢有（PROTX）、島田豊、日向建太（BUZZ FACTORY）、小峰智
- 演出・ディレクター - 古市誠
- 演出 - 安藤茂克、市葉純一、小野努（以前はブレーン）、朝比奈諒・上出遼平（テレビ東京、共に以前はディレクター）
- プロデューサー - 加藤正敏・村上徹夫・内田久善(以前は総合演出)・塩原幸雄・岡田英吉(以前はAP)・大庭竹修・高橋一馬(高橋→以前はディレクター→AP)・藤枝彰(藤枝→2019年7月5日 -、以前は演出・ディレクター→総合演出)（以上テレビ東京）／大島美貴、澤田賢一、酒井英樹、長瀬徹、須藤拓也、島田勇夫（全力カンパニー）、飛田岳紀（PROTX）、三浦佳憲（ZION）
- チーフプロデューサー - 斎藤勇（テレビ東京）、末永剛章（テレビ東京、2019年7月5日 - 2022年3月、以前は総合演出→プロデューサー→一時離脱）、小高亮（テレビ東京、2022年4月15日 - 2024年3月、以前はAP→一時離脱）、小平英希（テレビ東京、2024年4月5日 - 2025年3月28日、以前はディレクター→総合演出→一時離脱）
- 制作協力 - Hearts、オフィス・トゥー・ワン、全力カンパニー

## ネット局
| 放送対象地域   | 放送局                    | 系列                          | 放送開始日     | 放送日時            | ネット状況 | 備考                |
| -------------- | ------------------------- | ----------------------------- | -------------- | ------------------- | ---------- | ------------------- |
| 関東広域圏     | テレビ東京（TX）          | テレビ東京系列                | 2005年10月21日 | 金曜 20:00 - 21:00  | 制作局     | [ 注 4 ]            |
| 北海道         | テレビ北海道（TVh）       | テレビ東京系列                | 2005年10月21日 | 金曜 20:00 - 21:00  | 同時ネット |                     |
| 愛知県         | テレビ愛知（TVA）         | テレビ東京系列                | 2005年10月21日 | 金曜 20:00 - 21:00  | 同時ネット |                     |
| 大阪府         | テレビ大阪（TVO）         | テレビ東京系列                | 2005年10月21日 | 金曜 20:00 - 21:00  | 同時ネット |                     |
| 岡山県・香川県 | テレビせとうち（TSC）     | テレビ東京系列                | 2005年10月21日 | 金曜 20:00 - 21:00  | 同時ネット |                     |
| 福岡県         | TVQ九州放送（TVQ）        | テレビ東京系列                | 2005年10月21日 | 金曜 20:00 - 21:00  | 同時ネット |                     |
| 岐阜県         | 岐阜放送（GBS）           | 独立局                        | 2010年4月9日   | 金曜 20:00 - 21:00  | 同時ネット | [ 注 6 ]            |
| 滋賀県         | びわ湖放送（BBC）         | 独立局                        | 2005年10月21日 | 金曜 20:00 - 21:00  | 同時ネット | [ 注 7 ]            |
| 和歌山県       | テレビ和歌山（WTV）       | 独立局                        | 2005年11月4日  | 土曜 12:00 - 12:55  | 遅れネット | [ 注 8 ]            |
| 奈良県         | 奈良テレビ（TVN）         | 独立局                        | 2005年11月8日  | 土曜 22:00 - 22:54  | 遅れネット | [ 注 9 ]            |
| 三重県         | 三重テレビ（MTV）         | 独立局                        | 不明           | 月曜 21:00 - 21:54  | 遅れネット |                     |
| 青森県         | 青森放送（RAB）           | 日本テレビ系列                | 2007年4月5日   | 日曜 13:05 - 14:00  | 遅れネット |                     |
| 宮城県         | ミヤギテレビ（MMT）       | 日本テレビ系列                | 2005年11月7日  | 日曜 12:35 - 13:30  | 遅れネット | [ 注 10 ]           |
| 石川県         | テレビ金沢（KTK）         | 日本テレビ系列                | 不明           | 土曜 9:25 - 10:25   | 遅れネット | [ 注 11 ]           |
| 熊本県         | くまもと県民テレビ（KKT） | 日本テレビ系列                | 2007年4月      | 土曜 16:00 - 16:55  | 遅れネット | [ 注 12 ]           |
| 岩手県         | IBC岩手放送（IBC）        | TBS系列                       | 2005年11月5日  | 日曜 13:00 - 13:54  | 遅れネット |                     |
| 静岡県         | 静岡放送（SBS）           | TBS系列                       | 2005年11月7日  | 土曜 13:05 - 14:00  | 遅れネット | [ 注 13 ]           |
| 鳥取県・島根県 | 山陰放送（BSS）           | TBS系列                       | 不明           | 土曜 16:00 - 16:54  | 遅れネット | [ 注 14 ]           |
| 大分県         | 大分放送（OBS）           | TBS系列                       | 不明           | 日曜 10:30 - 11:30  | 遅れネット | [ 注 15 ]           |
| 鹿児島県       | 南日本放送（MBC）         | TBS系列                       | 2007年4月7日   | 火曜 23:56 - 翌0:55 | 遅れネット | [ 注 16 ]           |
| 福島県         | 福島テレビ（FTV）         | フジテレビ系列                | 不明           | 日曜 13:00 - 13:55  | 遅れネット |                     |
| 新潟県         | NST新潟総合テレビ（NST）  | フジテレビ系列                | 2005年11月17日 | 日曜 14:00 - 14:55  | 遅れネット |                     |
| 長野県         | 長野放送（NBS）           | フジテレビ系列                | 2005年11月4日  | 土曜 13:25 - 14:25  | 遅れネット | [ 注 18 ]           |
| 富山県         | 富山テレビ（BBT）         | フジテレビ系列                | 2010年4月5日   | 日曜 12:00 - 12:55  | 遅れネット | [ 注 19 ]           |
| 広島県         | テレビ新広島（tss）       | フジテレビ系列                | 2005年11月14日 | 土曜 14:00 - 14:55  | 遅れネット | [ 注 20 ]           |
| 愛媛県         | テレビ愛媛（EBC）         | フジテレビ系列                | 2020年8月2日   | 日曜 12:00 - 12:55  | 遅れネット |                     |
| 佐賀県         | サガテレビ（STS）         | フジテレビ系列                | 不明           | 土曜 13:00 - 14:00  | 遅れネット |                     |
| 長崎県         | テレビ長崎（KTN）         | フジテレビ系列                | 不明           | 日曜 13:00 - 13:55  | 遅れネット | [ 注 21 ]           |
| 秋田県         | 秋田朝日放送（AAB）       | テレビ朝日系列                | 2008年5月3日   | 土曜 13:30 - 14:30  | 遅れネット | [ 注 22 ]           |
| 山形県         | 山形テレビ（YTS）         | テレビ朝日系列                | 2005年11月4日  | 土曜 13:00 - 13:55  | 遅れネット | [ 注 23 ] [ 注 24 ] |
| 山口県         | 山口朝日放送（yab）       | テレビ朝日系列                | 不明           | 日曜 15:25 - 16:25  | 遅れネット | [ 注 25 ]           |
| 沖縄県         | 琉球朝日放送（QAB）       | テレビ朝日系列                | 2007年7月21日  | 土曜 10:30 - 11:25  | 遅れネット | [ 注 26 ]           |
| 福井県         | 福井放送（FBC）           | 日本テレビ系列 テレビ朝日系列 | 不明           | 日曜 13:00 - 14:00  | 遅れネット |                     |
| 高知県         | 高知放送（RKC）           | 日本テレビ系列                | 2009年4月2日   | 不定期放送          | 遅れネット | [ 注 27 ]           |

- 三重テレビ・奈良テレビを除く独立局では同時ネットで放送されているが、あくまで番販ネットであり、自主編成により臨時非ネットまたは遅れネットとすることがある。
- 2008年4月改編で20:54枠の『ニュースブレイク』が日曜日のみとなり、番宣番組『オススメッ』内の事前番組として放送されている。そのため同時ネット局も実質21:00飛び乗りで放送されているが、2015年10月16日から2016年1月29日放送分まではテレビ愛知も20:54からの同時フルネットで放送していた。尚公式サイトでは引き続き「夜9時放送」と謳っている。2021年4月30日からは19:55に『金曜8時のドラマ』の新作『警視庁ゼロ係〜生活安全課なんでも相談室〜（SEASON5）』の事前番組『警視庁ゼロ係オススメ』が編成されるにあたり、それまで19:55に放送されていた『インテリア日和』が移動するため、当番組の事前番組は中断する。そして2023年8月25日より事前番組が19:55 - 20:00枠で復活した。

### 過去のネット局
※いずれの局も遅れネット。
| 放送対象地域 | 放送局                | 系列           | 放送期間                      | 放送日時           | 備考      |
| ------------ | --------------------- | -------------- | ----------------------------- | ------------------ | --------- |
| 鹿児島県     | 鹿児島テレビ（KTS）   | フジテレビ系列 | 2005年10月26日 - 2006年4月8日 | 土曜 12:00 - 12:55 | [ 注 28 ] |
| 熊本県       | テレビくまもと（TKU） | フジテレビ系列 | 2005年11月4日 - 2007年3月28日 | 水曜 14:07 - 15:00 | [ 注 29 ] |
| 宮崎県       | 宮崎放送（mrt）       | TBS系列        | 2010年4月14日 - 2012年6月30日 | 土曜 16:00 - 16:54 | [ 注 30 ] |
| 愛媛県       | 南海放送（RNB）       | 日本テレビ系列 | 2006年8月14日 - 2015年9月26日 | 土曜 16:00 - 16:55 | [ 注 31 ] |